# Riluttanza
In magnetostatica la riluttanza misura l'opposizione di un materiale al transito di un flusso magnetico. Essa è definita come rapporto tra la forza magnetomotrice (f.m.m.) applicata a un circuito magnetico e il flusso di induzione da essa generato e concatenato con il circuito.
La riluttanza magnetica è spesso indicata con la lettera {\displaystyle {\mathcal {R}}} e si misura nel sistema SI in ampere-spire/Wb, equivalenti all'inverso dell'henry (H−1).

## La legge di Hopkinson
La relazione lineare tra f.m.m. e flusso di induzione è detta legge di Hopkinson e costituisce per i circuiti magnetici l'analogo della legge di Ohm per i circuiti elettrici; essa si scrive:
{\displaystyle {\mathcal {F}}={\mathcal {R}}\,\Phi _{B}}
dove:
- {\displaystyle {\mathcal {F}}}: forza magnetomotrice;

- {\displaystyle {\mathcal {R}}}: riluttanza;
- {\displaystyle \Phi _{B}}: flusso dell'induzione magnetica B.

Tale relazione si ricava dalla definizione di forza magnetomotrice, avvalendosi dell'equazione di legame materiale tra campo di induzione magnetica e campo magnetico nell'ipotesi di mezzo omogeneo, isotropo e lineare, per il quale vale
La definizione di riluttanza può essere ricavata nel seguente modo:
{\displaystyle {\mathcal {F}}=\int _{\partial S}{\vec {H}}\cdot \operatorname {d} \!{\vec {r}}=\int _{\partial S}{\frac {\vec {B}}{\mu }}\operatorname {d} \!{\vec {r}}=\int _{\partial S}(BS){\frac {\operatorname {d} \!{\vec {r}}}{\mu S}}=\int _{\partial S}\Phi _{B}{\frac {\operatorname {d} \!{\vec {r}}}{\mu S}}={\mathcal {R}}\Phi _{B}}
dove si osserva che
{\displaystyle {\mathcal {R}}=\int _{\partial S}{\frac {d{\vec {r}}}{\mu S}}}
dove {\displaystyle \partial S} è il percorso chiuso sul quale eseguiamo l'integrazione. Esso risulta concatenato con le N spire di eccitazione e passa all'interno del materiale magnetico.
Il termine Φ indica il flusso del vettore induzione magnetica {\displaystyle {\vec {B}}} e la sua definizione è 
{\displaystyle \Phi _{B}=\iint _{S}{\vec {B}}\cdot \operatorname {d} \!{\vec {S}}}
Considerando però un circuito magnetico costituito da un materiale con permeabilità magnetica molto maggiore di quella dell'aria circostante ({\displaystyle \mu \gg \mu _{0}}) e di sezione S costante, a causa della permeabilità elevata possiamo supporre che il campo di induzione magnetico sia quasi totalmente confinato nel materiale. Grazie alle considerazioni fatte e alla solenoidalità del vettore induzione magnetica, il flusso magnetico Φ sarà costante attraverso qualunque sezione normale del materiale. Per tale motivo si ha che
{\displaystyle \Phi =\iint _{S}{\vec {B}}\cdot \operatorname {d} \!{\vec {S}}=BS}.

## Riluttanze equivalenti in serie e in parallelo
Se le riluttanze sono disposte in serie lungo un circuito magnetico:
{\displaystyle {\mathcal {R}}_{\perp }=\sum _{i=1}^{n}{\mathcal {R}}_{i}}
Se le riluttanze sono disposte in parallelo:
{\displaystyle {\frac {1}{{\mathcal {R}}_{\parallel }}}=\sum _{i=1}^{n}{\frac {1}{{\mathcal {R}}_{i}}}}